# Bombdåden i Stockholm 2010
Bombdåden i Stockholm 2010 inträffade den 11 december 2010 då det skedde två explosioner på Olof Palmes gata respektive Bryggargatan, i båda fallen nära Drottninggatan i Stockholm. En person hittades döende efter explosionerna. Enligt Tidningarnas Telegrambyrå (TT) ska den döde mannen ha sprängt sig själv till döds, något som också uppgavs av vittnen citerade i Dagens Nyheter. Intill mannen hittades ett misstänkt metallrör och en väska som uppgavs innehålla spikar. Den svenska polisen utredde attentatet som ett terroristbrott och Europol klassificerade år 2011 bombdådet som islamistisk terrorism.

## Explosionerna

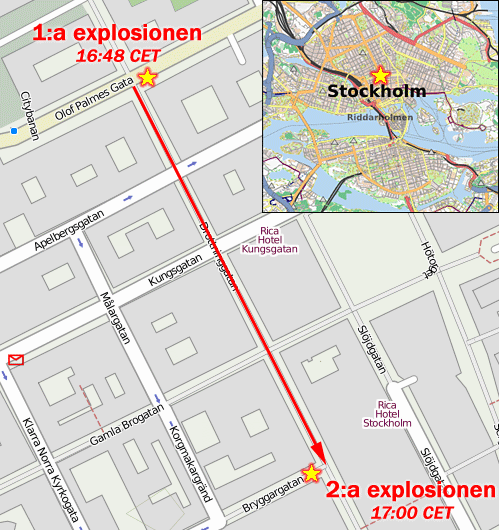
Områdeskarta.

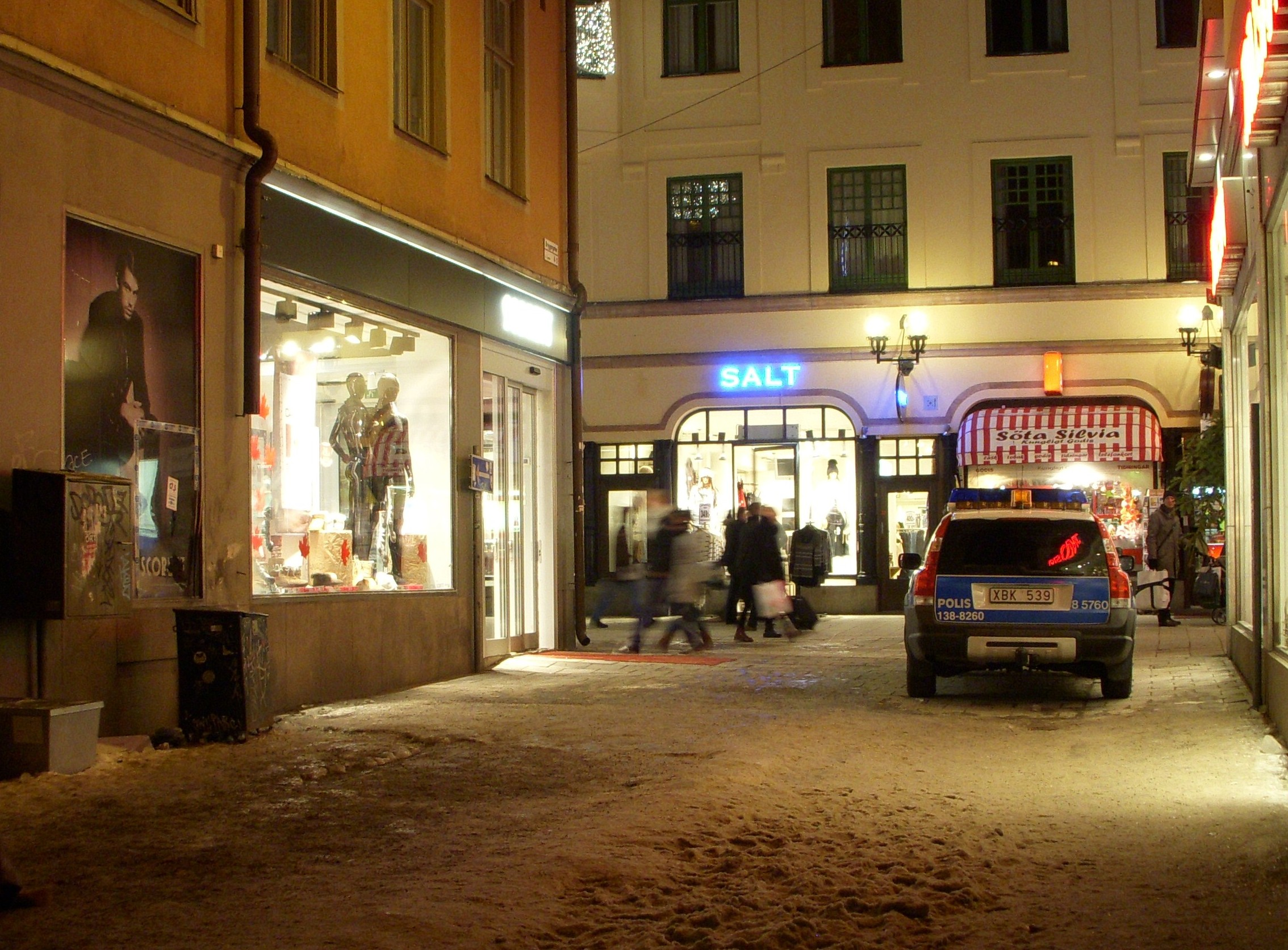
Vy från Bryggargatan ut mot Drottninggatan, 12 december 2010, sprängplatsen ligger vid skyltfönstret till vänster.

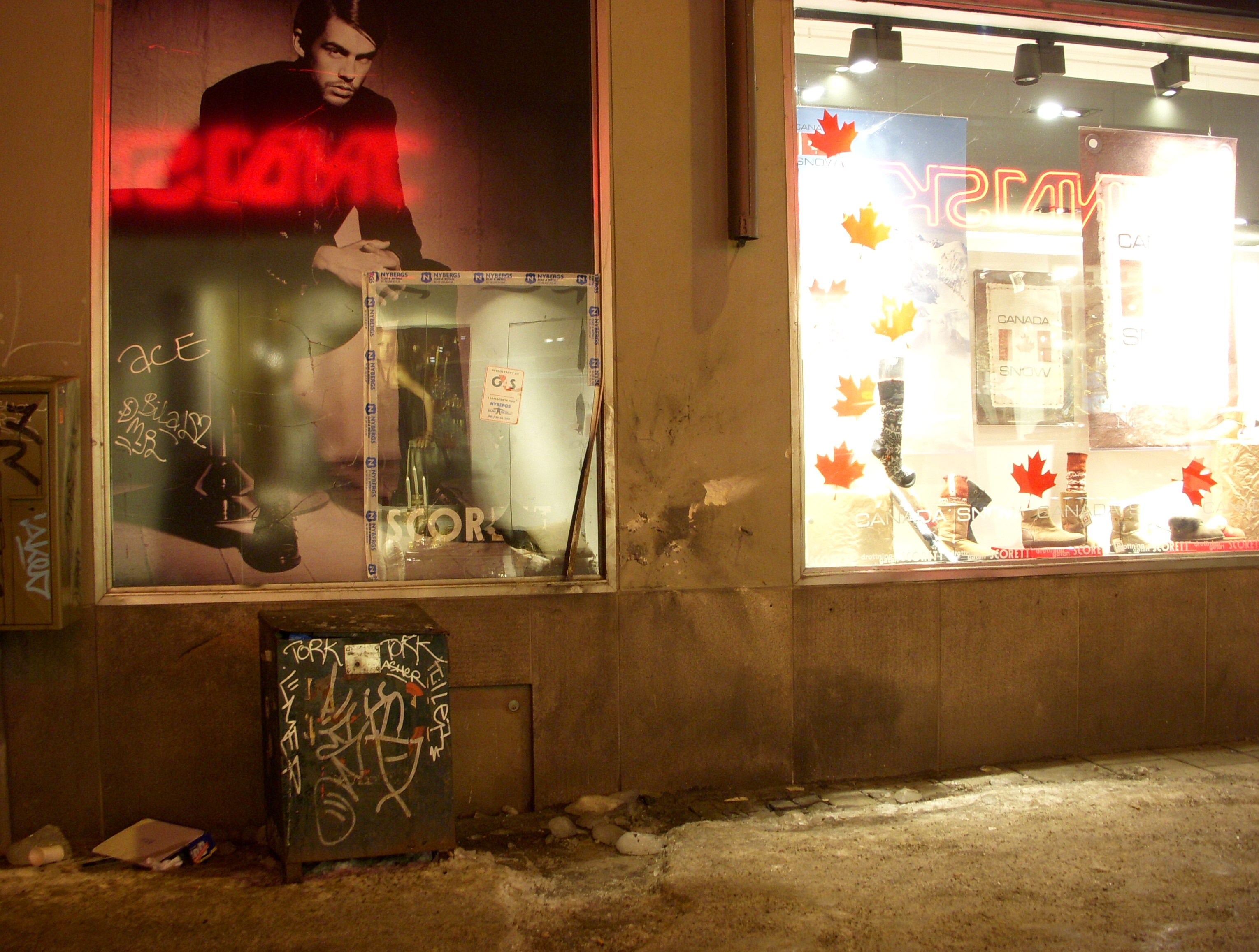
Platsen för sprängningen, 12 december 2010, skador på fasad, skyltfönster och stuprör.

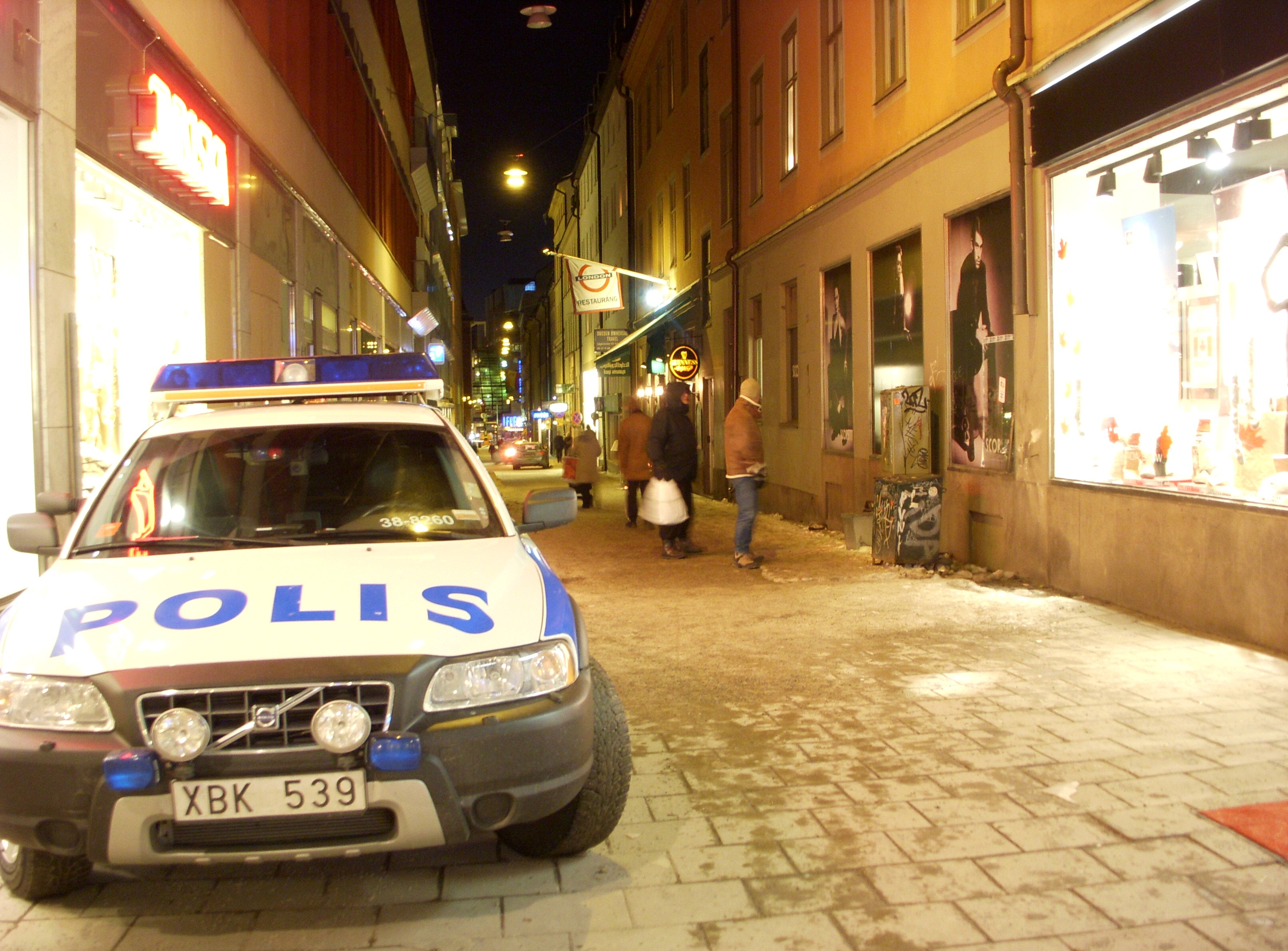
Vy från Drottninggatan in i Bryggargatan, 12 december 2010, klockan 16.40.

Den första explosionen inträffade vid 16.50-tiden då en vit Audi 80 Avant, som stod parkerad på Olof Palmes gata vid korsningen mot Drottninggatan, exploderade. Enligt polisen och brandförsvaret innehöll bilen flera gasoltuber vilket gjorde att flera ytterligare explosioner följde. Inga personer skadades vid dessa explosioner.
Vid 17.00-tiden inträffade en explosion på Bryggargatan, vid korsningen mot Drottninggatan, tvåhundra meter från den föregående explosionsplatsen. Vid platsen påträffades en svårt skadad man, som kort därefter avled. Enligt polisen hade mannen sprängt sig själv till döds. Enligt Dagens Nyheter påträffades ett misstänkt rör av metall och en väska som uppgavs innehålla spikar intill mannen. Enligt Aftonbladet bar mannen sex sammankopplade rörbomber, varav en exploderade. Utöver den avlidne gärningsmannen skadades två personer lindrigt vid explosionen. Polisens bombgrupp skickades senare till platsen och stora delar av Stockholms city spärrades av.
Explosionerna inträffade mitt i julhandeln och tusentals människor befann sig i närheten. FOI rekonstruerade och provsprängde bomberna och uppskattar att om samtliga bomber hade fungerat så hade de kunnat få en liknande effekt som bombdåden vid Boston Marathon 2013, där tre personer dog och över hundra personer skadades. FOI bedömer att bomberna var amatörmässigt framställda, utan hjälp av en erfaren terrorist.

## Hotbrev
Cirka tio minuter före explosionerna skickades ett hotfullt e-postmeddelande till Tidningarnas Telegrambyrå (TT) och Säkerhetspolisen (Säpo). Brevet innehöll ljudfiler där både svenska och arabiska talas och där en man vänder sig till "Sverige och svenska folket". Mannen hänvisar till svenskarnas tystnad över den svenske konstnären Lars Vilks teckningar av profeten Muhammed, den svenska militära insatsen i Afghanistan och säger att "nu ska era barn, döttrar och systrar dö lika som våra bröder och systrar och barn dör [sic]”.
En utskrift av e-postmeddelandet till TT och Säpo följer nedan:
"[På arabiska:] I den barmhärtiga Gudens namn. Bönen och freden till profeten Muhammed, fred vare över honom.
I Guds den barmhärtiges namn:
[På svenska:] Väldigt kort och omfattande till Sverige och svenska folket. Tack vare Lars Vilks och hans målningar av profeten Muhammed, (på arabiska) fred vare över honom, (på svenska) och era soldater i Afghanistan och er tystnad på allt detta så ska era barn, döttrar, bröder och systrar dö lika som våra bröder och systrar och barn dö.
Nu har islamiska staten uppfyllt vad de har lovat er. Vi finns nu här i Europa och i Sverige, vi är en verklighet, inget påhitt, mer vill jag inte säga om detta.
Våra aktioner kommer att prata för sig själva. Så länge ni inte slutar ert krig mot islam och förnedrande mot profeten, (på arabiska) fred vare över honom, (på svenska) och ert dumma support till grisen Vilks.
Och till alla muslimer i Sverige säger jag: sluta fjäska och förnedra er själva för ett förnedrande liv långt från islam. Hjälp era bröder och systrar och frukta ingen och inget, bara Gud som ni dyrkar.
Och till min familj, försök att förlåta mig. Jag kunde inte sitta och titta på när allt orättvisa sker mot islam och profeten Muhammed, (på arabiska) fred vare över honom, (på svenska) när grisen Vilks gjorde vad han gjorde. Förlåt för mina lögner. Jag åkte aldrig till Mellanöstern för att jobba eller tjäna pengar, jag åkte dit för jihad. Jag hoppas ni kan förstå mig någon gång. Jag kunde aldrig ha berättat allt detta för er eller någon annan. Min kära fru och barn, jag älskar er. Jag älskar dig, min fru. Min kärlek för dig var aldrig en lögn. Förlåt mig när jag inte berättade något för dig. Pussa barnen från mig. Säg till dem att pappa älskar dem, kommer alltid att älska dem.
Till slut så hälsar jag till alla mujahedin, glöm inte mig i era böner. Be för mig. Be för mig för att här i Sverige så är muslimerna så pass förnedrade att de ber för icke-muslimer i deras moskéer. Och till slut och till alla mujahedin i Europa och i Sverige: nu är det dags att slå till, vänta inte längre. Kom fram med vad än ni har även om det är en kniv och jag vet att ni har mer än en kniv att komma med. Frukta ingen, frukta inget fängelse, frukta inte döden.
[På arabiska:] Jag säger mitt ord och jag ber Gud att förlåta mig och förlåta er. Bröder. De trogna."
- Taimour Abdulawahab

## Gärningsman
Gärningsmannen för dådet var Taimour Abdulwahab (fullständigt namn: Taimour Abdulwahab al-Abdaly), född 12 december 1981 i Bagdad. Enligt information från gärningsmannens Facebook-profil och profil på muslima.com, där han letade efter en andra fru, var han en 28 år gammal irakisk-svensk som föddes i Bagdad och växte upp i Tranås med ett svenskt medborgarskap från 1992. Han gjorde dådet dagen innan han skulle fylla 29 år. Från 2001 bodde han i Luton i England.
Efter att ha gått ut gymnasiet i Sverige 2001 studerade han vid University of Bedfordshire i Storbritannien och utexaminerades med examen i sportterapi 2004. Samma år gifte han sig med en svensk medborgare, vid namn Mona Thwany eller "Umm Amira", född i Bukarest med en rumänsk kristen mor och en irakisk muslimsk far, med vilken han hade två döttrar, födda 2007 och 2009, och en son född 2010, som påstås ha namnet Osama till al-Qaida-ledaren Usama bin Ladens ära. När bombningarna ägde rum levde han i Luton med sin fru, som också har fundamentalistiska islamiska åsikter. Deras barn är enligt rapporter fortfarande i Luton. Han reste tillbaka till Sverige den 19 november för att besöka sina släktingar i Tranås.
Under sin vistelse i Storbritannien bodde han i Luton i nästan ett decennium. Rapporter indikerar att han gradvis blev allt religiösare och argare under 2000-talets senare del. Under Ramadan 2007 försökte han rekrytera andra muslimer som delade hans politiska åsikter vid moskén i Luton när han gavs en chans att predika. Han stormade dock ut ur moskén när hans trosuppfattningar konfronterades, och han uteslöts till slut från moskén. Hans Facebook-profil rapporterades innehålla en blandning av teknologiska och islamiska fundamentalistiska attityder, och han blandade statusuppdateringar som "Jag älskar min Apple iPad" med referenser till "det islamiska kalifatet" eller Yawm al-Qiyamah.

## Reaktioner

### Svenska myndigheter
Sveriges utrikesminister Carl Bildt skrev i ett inlägg på Twitter efter händelsen: ”Det var ett mycket oroande försök till terrorattack i ett område i staden där många människor uppehåller sig. Misslyckades – men kunde ha slutat riktigt katastrofalt.” Den 1 oktober 2010 höjde Säkerhetspolisen terrorberedskapen i Sverige till den högsta nivån på fem år från ”lågt hot” till ”förhöjt hot”. Även om flera massmedier har sagt att det rör sig om en självmordsbombare, har det inte bekräftats av Stockholmspolisen. Man har heller inte kunnat bevisa något samband mellan explosionerna. Terrorberedskapen har inte höjts. Bara dagar efter explosionerna släppte Säpo en utredning om "våldsbejakande islamistisk extremism" i Sverige. Offentliggörandet av rapporten var bestämt sedan länge men fick stor uppmärksamhet i ljuset av bombdådet. 

### Islamiska organisationer
Redan på söndagskvällen arrangerade Svenska Muslimer för Fred och Rättvisa, SMFR, en spontan fredsmanifestation på Sergels torg i Stockholm tillsammans med bland annat den kristna fredsrörelsen och scouterna. SMFR var den första muslimska organisationen att agera och var snabb att ta avstånd från våldet. Ett hundratal personer samlades vid manifestationen för att visa sitt fördömande över sprängningarna på lördagen. Utöver manifestationen i Stockholm arrangerade man liknande manifestationer i Göteborg och Malmö. 
Yasri Khan, förbundsordförande för Svenska muslimer för fred och rättvisa, förklarar varför. "Vi vill bekämpa spänningarna i samhället som kan uppstå efter en sådan här händelse, där många människor kan göra sig långtgående tolkningar kring vad den här händelsen i lördags kan ha för innebörd." och " Efter att det hade hänt började tankarna direkt gå, vad händer nu på måndag när man går till skolan och jobbet? Hur kommer de med tydlig religiös eller etnisk anknytning bli bemötta? Då kändes det viktigt att gemensamt samla ihop människor och gemensamt försöka nå ut och visa att det är många som fördömer det här, och att vi tar starkt avstånd och att vi tillsammans behöver arbeta för att förebygga motsättningar." 
Abd al Haqq Kielan, svensk imam och ordförande i Svensk islamisk samling, är övertygad om att en och samme man ligger bakom de båda dåden. Just det taffliga utförandet, menar Kielan, tyder på att händelserna i Stockholm den 11 december inte var av samma kaliber som de terrordåd som tidigare drabbat både Madrid 2004 och London 2005. Kielan beklagar djupt det inträffade och säger att det ”... är en fruktansvärd sak, man blir verkligen chockad av att höra att det finns människor som gör sådant här även i Sverige” och framhåller att sådana här gärningsmän ”gör saker som uttryckligen förbjuds i vår religion”. Han tror att det gjorts av en isolerad galning och han och Svensk islamisk samling försöker få kontakt med personer som kan ha liknande tankar då de menar att ”obalanserade människor kan utnyttjas av människor som är folk som vill utföra terroristhandlingar. De gör inget själva, men rekryterar labila ungdomar. Det är mycket lömskt.”
Förenade Islamiska Föreningar i Sverige samt deras medlemsorganisationer tar ” tillsammans bestämt avstånd och fördömer denna oacceptabla handling”. De menar att dådet ”är ett hot mot oss alla som svenskar oavsett vårt ursprung eller våra olikheter” samt manar till samling ”för att bekämpa extremism i alla dess former och försvara demokrati och mänskliga fri- och rättigheter”. Islamiska Förbundet i Sverige ”fördömer i de hårdaste ordalag det vansinniga dådet i Stockholm igår kväll” och de menar att ”ingenting kan berättiga utförandet av sådana aktioner som visar på en förvrängd verklighetsuppfattning”.
Shejk Hassan Moussa, imam vid Södermalmsmoskén samt ordförande för Svenska kommittén för kunskap om profeten Mohammed, fördömer sprängningen i ett e-brev till TT och skriver vidare, att Sveriges säkerhet och stabilitet är en religiös och social förpliktelse. Moussa fördömer även ... all form av övergrepp, våld skrämsel och hot mot oskyldiga människor oavsett motiv eller förevändning. i ett pressmeddelande samt säger att Detta är en ren terror- och kriminell handling. Det gynnar extremister på båda sidor. Det gynnar inte islam och muslimer i Sverige utan tvärtom. Moussa uttalade senare även en fatwa, som säger att det enligt islam är ”... förbjudet att godkänna det som har hänt eller försöka rättfärdiga det. De som accepterar det eller rättfärdigar detta är lika skyldiga som gärningsmannen själv.”
Federation of Islamic Organisations in Europe tar ”starkt avstånd från den fruktansvärda bombningen ...”. De framhåller att det enligt de islamiska lärorna är förbjudet med blodsutgjutelser och självmord och menar att ”detta är onda handlingar som aldrig kan försvaras eller motiveras, samtidigt som detta är brott mot humanitära principer samt etiska förpliktelser”. Mohammed Kharraki som är förbundsordförande för organisationen Sveriges unga muslimer kallade attentatet för ”... ett hot mot oss alla som svenskar oavsett om vi kallar oss muslimer eller inte och det finns ingen som är skyddad från denna typ av våldsanvändning på grund av sin tillhörighet”.

## Följder
Det arabiska meddelandet skrev att "dådet i Stockholm är starten på en ny era i vår jihad, där Europa kommer att bli arena för våra slag. De som insisterar på att inte följa våra krav måste förvänta sig våra attacker, som kommer nå Europas hjärta." Enligt irakiska källor var bombdådet det första av en serie terrorattentat mot Skandinavien under julen. De irakiska källorna hade fått informationen från fångar i nätverket al-Qaida. Ett av huvudmålen uppgavs vara Danmark.
Interpol meddelade den 16 december att Interpols Bagdadkontor meddelat att al-Qaida har nya mål i USA och Europa. Man skrev att "Vi tog emot information i går från Interpolkontoret i Bagdad om möjliga hot, särskilt i USA och Europa, enligt order som givits till al-Qaida-celler av al-Qaida-ledare".
I Sverige skapade dådet intern debatt, både kring det bristande regelverket för kemikalier som kan användas för tillverkning av sprängmedel och om det dåliga arbetet för att förebygga våldsam extremism.